# 最後の約束 -See you again-
「最後の約束 -See you again-」 (さいごのやくそく シー・ユー・アゲイン)は、AMBIENCEの1枚目のシングル。
デビュー・シングルにしてオリコン・チャートトップ10入りした。またバンド最大のヒット曲となっている。
フジテレビ系ドラマ『もう涙は見せない』主題歌。

## 収録曲
1. 最後の約束 -See you again- (4:55)
作詞:北川浩、作曲:遠藤修平、編曲:AMBIENCE
2. ONE AND THE MEMORY (4:34)
作詞:池谷徳成・北川浩、作曲:遠藤修平、編曲:AMBIENCE
3. 最後の約束 -See you again- (オリジナル・カラオケ) (4:53)